# FINA Water Polo World League 2010 (maschile)
La World League maschile di pallanuoto 2010 è stata la 9ª edizione della manifestazione organizzata annualmente dalla FINA. Il torneo era diviso in due fasi, un turno preliminare e la Super Final che si è tenuta a Niš, in Serbia.
Al turno preliminare hanno partecipano 25 nazionali suddiviso in quattro zone geografiche: Europa, Asia/Oceania, Africa e Americhe.

## Tornei di qualificazione

### Africa
Il torneo africano si è svolto a Tunisi fra il 17 e il 20 giugno, è consistito in un girone unico di 4 squadre le quali si sono affrontate per due volte, per un totale di sei partite ciascuna.
|   | Squadra   | Pts | G | V | N | P | GF | GS  | DR  |
| - | --------- | --- | - | - | - | - | -- | --- | --- |
| 1 | Sudafrica | 18  | 6 | 6 | 0 | 0 | 95 | 26  | +69 |
| 2 | Tunisia   | 12  | 6 | 4 | 0 | 2 | 84 | 41  | +43 |
| 3 | Algeria   | 6   | 6 | 2 | 0 | 4 | 50 | 96  | -46 |
| 4 | Marocco   | 0   | 6 | 0 | 0 | 6 | 35 | 101 | -66 |

17 giugno
| Tunisia | 18 – 3 | Marocco   |
| Algeria | 3 – 19 | Sudafrica |

18 giugno
| Marocco | 3 – 19  | Sudafrica |
| Algeria | 4 – 25  | Tunisia   |
| Tunisia | 8 – 11  | Sudafrica |
| Marocco | 14 – 15 | Algeria   |

19 giugno
| Marocco   | 6 – 14 | Tunisia |
| Sudafrica | 17 – 5 | Algeria |
| Sudafrica | 19 – 3 | Marocco |
| Tunisia   | 15 – 7 | Algeria |

20 giugno
| Algeria   | 16 – 6 | Marocco |
| Sudafrica | 10 – 4 | Tunisia |

### Americhe
Il torneo americano si è disputato in un unico girone di sole 3 squadre che si sono affrontate secondo la modalità di andata e ritorno per un totale di quattro partite ciascuna. La sede è stata Los Alamitos in California e solo la squadra vincente ha conquistato la qualificazione alla Super Final.
|   | Squadra     | Pts | G | V | N | P | GF | GS | DR  |
| - | ----------- | --- | - | - | - | - | -- | -- | --- |
| 1 | Stati Uniti | 12  | 4 | 4 | 0 | 0 | 69 | 12 | +57 |
| 2 | Brasile     | 6   | 4 | 2 | 0 | 2 | 52 | 32 | +20 |
| 3 | Venezuela   | 3   | 4 | 0 | 0 | 4 | 8  | 75 | -67 |

5 maggio
| Brasile | 21 – 2 | Venezuela |

6 maggio
| Brasile     | 19 – 6 | Venezuela |
| Stati Uniti | 24 – 0 | Venezuela |

7 maggio
| Stati Uniti | 12 – 8 | Brasile |

8 maggio
| Stati Uniti | 12 – 0 | Venezuela |
| Stati Uniti | 12 – 4 | Brasile   |

### Asia/Oceania
Il torneo asiatico-oceaniano è stato disputato anch'esso con la formula del girone unico: le 6 partecipanti si sono affrontate due volte, ad Osaka (Giappone) tra il 19 e il 23 maggio e a Tientsin (Cina) tra il 26 e il 30 maggio. Le prime due classificate sono state ammesse alla fase finale.
|   | Squadra       | Pts | G  | V  | N | P  | GF  | GS  | DR   |
| - | ------------- | --- | -- | -- | - | -- | --- | --- | ---- |
| 1 | Australia     | 30  | 10 | 10 | 0 | 0  | 148 | 52  | +96  |
| 2 | Cina          | 24  | 10 | 8  | 0 | 2  | 115 | 86  | +29  |
| 3 | Kazakistan    | 15  | 10 | 5  | 0 | 5  | 132 | 85  | +47  |
| 4 | Giappone      | 15  | 10 | 5  | 0 | 5  | 124 | 82  | +42  |
| 5 | Nuova Zelanda | 6   | 10 | 2  | 0 | 8  | 69  | 160 | -91  |
| 6 | Iran          | 0   | 10 | 0  | 0 | 10 | 60  | 183 | -123 |

- Torneo di Osaka

19 maggio
| Australia     | 16 – 11 | Giappone   |
| Nuova Zelanda | 15 – 12 | Iran       |
| Cina          | 13 – 9  | Kazakistan |

20 maggio
| Australia | 10 – 5 | Kazakistan    |
| Cina      | 18 – 8 | Iran          |
| Giappone  | 16 – 4 | Nuova Zelanda |

21 maggio
| Australia | 23 – 1 | Iran          |
| Cina      | 17 – 6 | Nuova Zelanda |
| Giappone  | 7 – 6  | Kazakistan    |

22 maggio
| Australia  | 15 – 4 | Cina          |
| Kazakistan | 21 – 6 | Nuova Zelanda |
| Giappone   | 15 – 6 | Iran          |

23 maggio
| Australia  | 17 – 3 | Nuova Zelanda |
| Kazakistan | 23 – 8 | Iran          |
| Cina       | 9 – 5  | Giappone      |

- Torneo di Tientsin

26 maggio
| Australia  | 9 – 8  | Giappone      |
| Kazakistan | 20 – 5 | Nuova Zelanda |
| Cina       | 10 – 5 | Iran          |

27 maggio
| Australia  | 14 – 4  | Nuova Zelanda |
| Kazakistan | 21 – 5  | Iran          |
| Cina       | 12 – 11 | Giappone      |

28 maggio
| Australia | 11 – 7 | Kazakistan    |
| Giappone  | 24 – 2 | Iran          |
| Cina      | 14 – 8 | Nuova Zelanda |

29 maggio
| Australia | 23 – 3 | Iran          |
| Giappone  | 19 – 7 | Nuova Zelanda |
| Cina      | 12 – 9 | Kazakistan    |

30 maggio
| Australia     | 10 – 6  | Cina     |
| Nuova Zelanda | 11 – 10 | Iran     |
| Kazakistan    | 11 – 8  | Giappone |

### Europa
Il torneo europeo è stato suddiviso in tre gironi da 4 squadre ciascuno. Si sono qualificate alla finale le prime di ciascun girone. Dal girone C si sono qualificate 2 squadre, la  Serbia in quanto paese ospitante e la migliore nazione delle rimanenti.

Il totale delle squadre europee qualificate alla fase finale è stato di 4.

#### Gruppo A
|   | Squadra    | Pts | G | V | N | P | GF | GS | DR  |
| - | ---------- | --- | - | - | - | - | -- | -- | --- |
| 1 | Montenegro | 15  | 6 | 5 | 0 | 1 | 59 | 36 | +23 |
| 2 | Italia     | 15  | 6 | 5 | 0 | 1 | 54 | 34 | +20 |
| 3 | Germania   | 3   | 6 | 1 | 0 | 5 | 36 | 57 | -21 |
| 4 | Francia    | 3   | 6 | 1 | 0 | 5 | 38 | 60 | -22 |

17 novembre (Bordeaux - Sori)
| Francia | 8 – 12 | Montenegro |
| Italia  | 8 – 5  | Germania   |

8 dicembre (Nancy - Stoccarda)
| Francia  | 7 – 11 | Italia     |
| Germania | 7 – 16 | Montenegro |

26 gennaio (Brescia - Magdeburgo)
| Italia   | 8 – 7 | Montenegro |
| Germania | 7 – 6 | Francia    |

23 febbraio (Berlino - Cattaro)
| Montenegro | 11 – 3 | Francia |
| Germania   | 4 – 11 | Italia  |

16 marzo (Firenze - Igalo)
| Italia     | 11 – 5 | Francia  |
| Montenegro | 7 – 5  | Germania |

28 aprile (Budua)
| Montenegro | 6 – 5 | Italia |

1º giugno
| Francia | 9 – 8 | Germania |

#### Gruppo B
|   | Squadra            | Pts | G | V | N | P | GF | GS | DR  |
| - | ------------------ | --- | - | - | - | - | -- | -- | --- |
| 1 | Croazia            | 13  | 6 | 5 | 0 | 1 | 71 | 53 | +18 |
| 2 | Russia             | 9   | 6 | 3 | 0 | 3 | 52 | 51 | +1  |
| 3 | Grecia             | 8   | 6 | 3 | 0 | 3 | 53 | 57 | -4  |
| 4 | Macedonia del Nord | 3   | 6 | 1 | 0 | 5 | 40 | 55 | -15 |

17 novembre (Kirishi - Skopje)
| Russia             | 9 – 6 | Grecia  |
| Macedonia del Nord | 7 – 9 | Croazia |

8 dicembre (Atene - Macarsca)
| Grecia  | 8 – 6  | Macedonia del Nord |
| Croazia | 12 – 7 | Russia             |

26 gennaio (Skopje - Atene)
| Macedonia del Nord | 3 – 4   | Russia  |
| Grecia             | 17 – 16 | Croazia |

23 febbraio (Varaždin - Atene)
| Croazia | 12 – 9 | Macedonia del Nord |
| Grecia  | 10 – 9 | Russia             |

16 marzo (Skopje - Kirishi)
| Macedonia del Nord | 7 – 6  | Grecia  |
| Russia             | 7 – 12 | Croazia |

22 giugno (Mosca)
| Russia | 16 – 8 | Macedonia del Nord |

4 luglio
| Croazia | 10 – 6 | Grecia |

#### Gruppo C
|   | Squadra | Pts | G | V | N | P | GF | GS | DR  |
| - | ------- | --- | - | - | - | - | -- | -- | --- |
| 1 | Serbia  | 18  | 6 | 6 | 0 | 0 | 79 | 33 | +46 |
| 2 | Spagna  | 9   | 6 | 3 | 0 | 3 | 54 | 45 | +9  |
| 3 | Romania | 9   | 6 | 3 | 0 | 3 | 55 | 59 | -4  |
| 4 | Turchia | 0   | 6 | 0 | 0 | 6 | 36 | 87 | -51 |

17 novembre (Oradea - Niš)
| Romania | 9 – 7  | Spagna  |
| Serbia  | 19 – 5 | Turchia |

8 dicembre (Istanbul - Oradea)
| Turchia | 4 – 9 | Spagna |
| Romania | 5 – 7 | Serbia |

26 gennaio (Niš - Istanbul)
| Serbia  | 7 – 6  | Spagna  |
| Turchia | 8 – 16 | Romania |

23 febbraio (Pontevedra - Istanbul)
| Spagna  | 9 – 7  | Romania |
| Turchia | 3 – 16 | Serbia  |

16 marzo (Pontevedra - Belgrado)
| Spagna | 14 – 6 | Turchia |
| Serbia | 18 – 5 | Romania |

20 aprile (Oradea)
| Romania | 13 – 10 | Turchia |

27 aprile (Pontevedra)
| Spagna | 9 – 12 | Serbia |

## Super Final
Le 8 squadre qualificate alla fase finale sono state suddivise in due gruppi da quattro squadre ciascuna. Ogni squadra ha affrontato le altre del proprio girone una sola volta, per un totale di 3 partite per squadra. Tale turno è servito esclusivamente per determinare gli accoppiamenti dei successivi quarti di finale, dove la prima di un girone ha affronta la quarta dell'altro, mentre seconde e terze si sono incrociate alla stessa maniera.

### Fase preliminare

#### Gruppo A
|   | Squadra     | Pts | G | V | N | P | GF | GS | DR  |
| - | ----------- | --- | - | - | - | - | -- | -- | --- |
| 1 | Montenegro  | 8   | 3 | 3 | 0 | 0 | 38 | 20 | +18 |
| 2 | Stati Uniti | 7   | 3 | 2 | 0 | 1 | 27 | 19 | +8  |
| 3 | Spagna      | 3   | 3 | 1 | 0 | 2 | 21 | 23 | -2  |
| 4 | Cina        | 0   | 3 | 0 | 0 | 3 | 14 | 38 | -24 |

13 luglio
| Montenegro  | 16 – 4 | Cina   |
| Stati Uniti | 7 – 4  | Spagna |

14 luglio
| Stati Uniti | 11 – 5 | Cina   |
| Montenegro  | 11 – 7 | Spagna |

15 luglio
| Montenegro | 11 – 9 | Stati Uniti |
| Cina       | 5 – 11 | Spagna      |

#### Gruppo B
|   | Squadra   | Pts | G | V | N | P | GF | GS | DR  |
| - | --------- | --- | - | - | - | - | -- | -- | --- |
| 1 | Serbia    | 9   | 3 | 3 | 0 | 0 | 39 | 14 | +25 |
| 2 | Australia | 6   | 3 | 2 | 0 | 1 | 35 | 19 | +16 |
| 3 | Croazia   | 3   | 3 | 1 | 0 | 2 | 37 | 20 | +17 |
| 4 | Sudafrica | 0   | 3 | 0 | 0 | 3 | 5  | 63 | -58 |

13 luglio
| Australia | 10 – 7 | Croazia   |
| Serbia    | 22 – 0 | Sudafrica |

14 luglio
| Australia | 19 – 4 | Sudafrica |
| Serbia    | 9 – 8  | Croazia   |

15 luglio
| Sudafrica | 1 – 22 | Croazia   |
| Serbia    | 8 – 6  | Australia |

### Fase finale

#### Quarti di finale
| Stati Uniti | 11 – 13 | Croazia   |
| Spagna      | 5 – 6   | Australia |
| Montenegro  | 21 – 2  | Sudafrica |
| Cina        | 4 – 17  | Serbia    |

#### Gare 1º-4º posto
|  | Semifinali | Semifinali | Semifinali |        |            | Finale          | Finale          | Finale          |  |
|  |            |            |            |        |            |                 |                 |                 |  |
|  | Croazia    | Croazia    | 11         |        |            |                 |                 |                 |  |
|  | Croazia    | Croazia    | 11         |        |            |                 |                 |                 |  |
|  | Serbia     | Serbia     | 14         |        |            |                 |                 |                 |  |
|  | Serbia     | Serbia     | 14         |        | Montenegro | Montenegro      | 12              |                 |  |
|  |            |            |            |        | Montenegro | Montenegro      | 12              |                 |  |
|  |            |            | Serbia     | Serbia | 14         |                 |                 |                 |  |
|  | Australia  | Australia  | Serbia     | Serbia | 14         | 6               |                 |                 |  |
|  | Australia  | Australia  |            |        |            | 6               |                 |                 |  |
|  | Montenegro | Montenegro | 8          |        |            | Finale 3º posto | Finale 3º posto | Finale 3º posto |  |
|  | Montenegro | Montenegro | 8          |        |            |                 |                 |                 |  |
|  |            |            |            |        |            |                 |                 |                 |  |
|  |            |            |            |        |            | Croazia         | Croazia         | 9               |  |
|  |            |            |            |        |            | Croazia         | Croazia         | 9               |  |
|  |            |            |            |        |            | Australia       | Australia       | 7               |  |

#### Gare 5º-8º posto
|  | Semifinali  | Semifinali  | Semifinali |        |             | 5º-6º posto | 5º-6º posto | 5º-6º posto |  |
|  |             |             |            |        |             |             |             |             |  |
|  | Stati Uniti | Stati Uniti | 13         |        |             |             |             |             |  |
|  | Stati Uniti | Stati Uniti | 13         |        |             |             |             |             |  |
|  | Cina        | Cina        | 6          |        |             |             |             |             |  |
|  | Cina        | Cina        | 6          |        | Stati Uniti | Stati Uniti | 7           |             |  |
|  |             |             |            |        | Stati Uniti | Stati Uniti | 7           |             |  |
|  |             |             | Spagna     | Spagna | 6           |             |             |             |  |
|  | Spagna      | Spagna      | Spagna     | Spagna | 6           | 12          |             |             |  |
|  | Spagna      | Spagna      |            |        |             | 12          |             |             |  |
|  | Sudafrica   | Sudafrica   | 1          |        |             | 7º-8º posto | 7º-8º posto | 7º-8º posto |  |
|  | Sudafrica   | Sudafrica   | 1          |        |             |             |             |             |  |
|  |             |             |            |        |             |             |             |             |  |
|  |             |             |            |        |             | Cina        | Cina        | 11          |  |
|  |             |             |            |        |             | Cina        | Cina        | 11          |  |
|  |             |             |            |        |             | Sudafrica   | Sudafrica   | 5           |  |

## Classifica finale
| Pos. | Squadra     |
| ---- | ----------- |
|      | Serbia      |
|      | Montenegro  |
|      | Croazia     |
| 4    | Australia   |
| 5    | Stati Uniti |
| 6    | Spagna      |
| 7    | Cina        |
| 8    | Sudafrica   |

## Classifica marcatori
|  | Gol | Marcatore         | Squadra     |
|  | --- | ----------------- | ----------- |
|  | 16  | Nikola Janović    | Montenegro  |
|  | 14  | Boris Zloković    | Montenegro  |
|  | 9   | Srdan Antonijević | Croazia     |
|  | 9   | Tony Azevedo      | Stati Uniti |
|  | 9   | Mlađan Janović    | Montenegro  |
|  | 9   | Pierre Le Roux    | Sudafrica   |

## Fonti
- (EN) FINA World League Media Book 2011 (PDF), su fina.org. URL consultato il 18 aprile 2011 (archiviato dall'url originale il 27 giugno 2011).